# Брауде, Илья Рафаилович
Брауде Илья Рафаилович (31 ноября [12 декабря] 1890, Оршанский уезд Могилёвской губернии, Российская империя — 30 апреля 1958, Харьков) — советский учёный в области инфекционных заболеваний. Доктор медицинских наук (1940), профессор (1940).

## Биография
В 1911 году окончил физико-математический, а в 1914 — медицинский факультет Императорского Харьковского университета. Во время Первой мировой войны был военным врачом. На войне был награждён Орденами Св. Анны и Св. Станислава III-й степени. В 1918—1920 годах работал врачом в Екатеринославе, где был также учёным секретарём комиссии по борьбе с сыпным тифом. До 1922 года — заведующий лабораторией инфекционной больницы Екатеринослава и одновременно старший ассистент клиники инфекционных болезней. Принимал участие в организации Харьковского института усовершенствования врачей, где возглавлял до 1948 года созданную им кафедру инфекционных болезней. В 1932—1958 годах — заведующий кафедрой инфекционных болезней Харьковского медицинского института.

## Научные работы
И. Р. Брауде — автор свыше 65 научных работ, среди них:
- «Черевний тиф. Епідеміологія, патологія, клініка, профілактика». — Киев, 1936;
- «Возвратный тиф». — Киев, 1946;
- «Диагностика и дифференциальная диагностика инфекционных заболеваний». — Киев, 1946;
- «Клиника и диагностика скарлатины». — Киев, 1948;
- «Грипп и борьба с ним». — Киев, 1951.